# 辛在勤

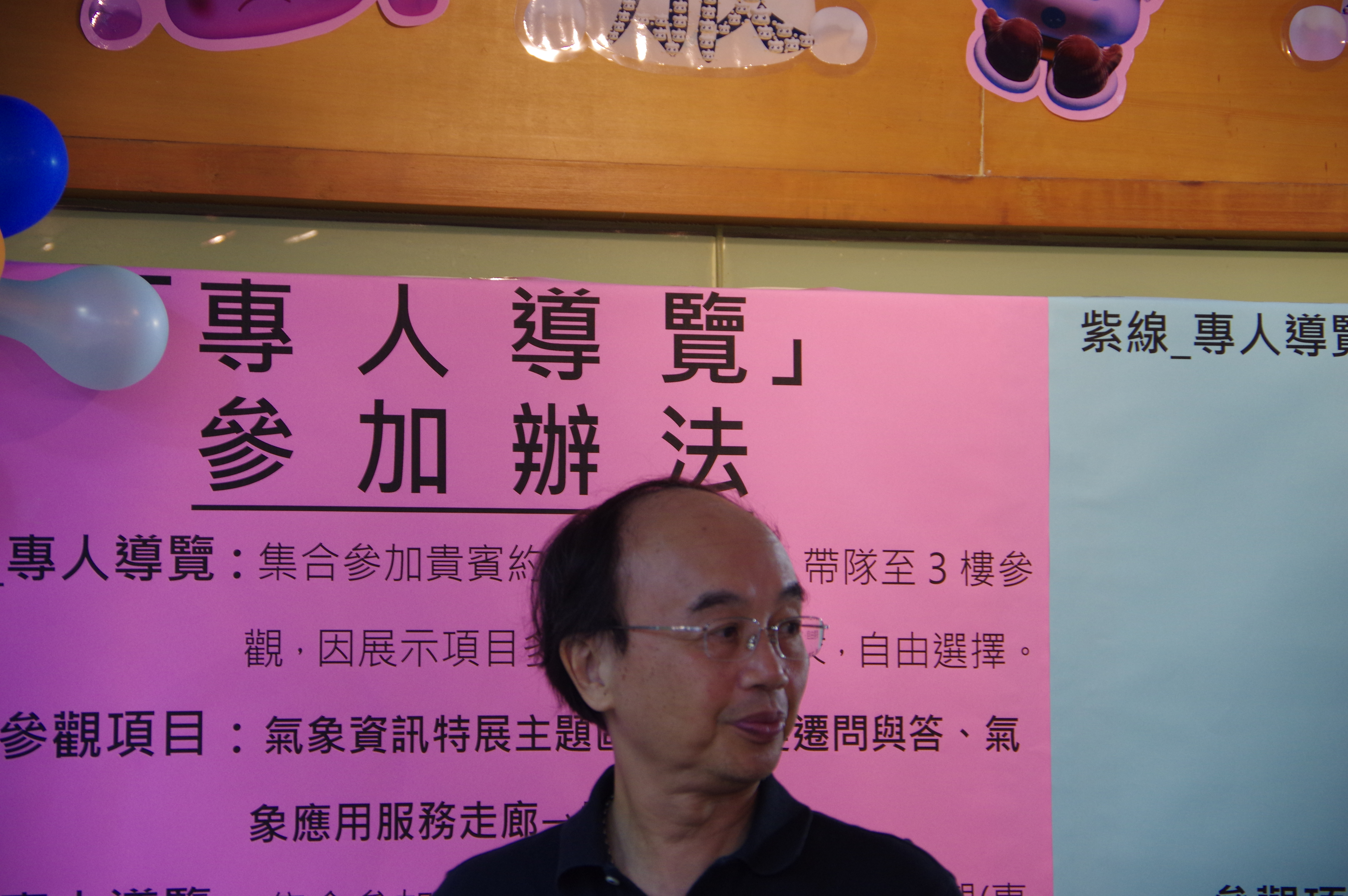
2014年

辛在勤（Tzay-Chyn Shin，1952年10月30日—）臺灣地球物理學家，交通部中央氣象局局長退休，是中央氣象局首任暨唯一一任學術背景是地震學的局長。

## 經歷
辛在勤早期於國立中央大學物理學系地球物理學組學士畢業後曾在南投縣明潭國中任教。後取得國立中央大學地球物理研究所碩士和聖路易大學地震研究所博士。回到台灣後曾在國立中央大學地球物理研究所地球物理研究所擔任專任教授。
後前往交通部中央氣象局擔任簡任技正、地震測報中心副主任、地震測報中心主任、副局長等職位，2009年6月3日接任中央氣象局局長，並兼任國立中央大學地球科學系兼任教授、中央研究院地球科學研究所兼任研究員，也是首位出身地震測報中心之局長。
2017年10月，於中央氣象局局長任內退休。

## 研究
辛在勤任職於地震測報中心時負責完善強烈地動觀測網，在921大地震時發揮極大功用。

## 榮譽與獎項
- 1997年獲選模範公務人員
- 2010年獲選國立中央大學第七屆傑出校友。

## 家庭
已婚，妻子呂佩玲是交通部中央氣象局第一組組長退休。